# Couperus bij Van Deyssel
Couperus bij Van Deyssel. Een chronische konfrontatie in beschouwingen, brieven en notities is het proefschrift waarop Karel Reijnders (1920-1997) op 24 mei 1968 aan de Katholieke Universiteit Nijmegen cum laude promoveerde.

## Geschiedenis
In 1958 schreef Reijnders zijn tweedelige doctoraalscriptie Couperus buiten de perken. Aliënisme, extravagantie, impressionisme. Hij zou vervolgens in 1968 promoveren, op hetzelfde onderwerp als dat van zijn scriptie uit 1958: de schrijver Louis Couperus (1863-1923). Hij confronteerde daarbij een andere schrijver, Lodewijk van Deyssel (1864-1952) met Couperus. In zijn proefschrift analyseerde hij minutieus wat Van Deyssel allemaal aan gedachten op papier had gezet over zijn confrater. Daarbij evolueert, volgens Reijnders, de waardering van zeer positief over Eline Vere tot uiteindelijke afwijzing.

### Inhoud
Aan de hand van het archief van Van Deyssel worden alle "beschouwingen, brieven en notities" aan een analyse onderworpen dan wel worden deze in extenso in het proefschrift opgenomen. Zo staat de voor zover bekende volledige briefwisseling tussen Van Deyssel en Couperus (inclusief de niet verzonden brieven van Van Deyssel) in deze uitgave, maar ook de publicaties, zoals de recensie van Van Deyssel over Eline Vere in deze uitgave afgedrukt, die laatste dan wel met alle mogelijke varianten of vervallen redacties.
Naast de relatie tussen Van Deyssel en Couperus wordt terloops in het boek allerhande informatie over Couperus gegeven, zoals over het (eerste) Louis Couperus Genootschap of tot dan toe ongepubliceerde brieven zoals de brief van Couperus aan Jan Rotgans (1881-1969) die een karikatuur van de schrijver aan Couperus te koop had aangeboden.

### De uitgave
Het proefschrift werd uitgegeven door de met Reijnders bevriende uitgever Johan Polak (1928-1992) bij uitgeverij Athenaeum - Polak & Van Gennep. Van de uitgave bestaan verschillende versies. De 'oeruitgave' is een ingenaaide versie waar op het omslag duidelijk vermeld staat dat het hier om een te verdedigen proefschrift gaat en waarbij vijftien stellingen losbladig zijn toegevoegd. Vervolgens is er de door de uitgeverij officiële, in de handel gebrachte ingebonden uitgave, voorzien van een los stofomslag in blauw en wit. Daarnaast bestaan er van die laatste uitgave ook exemplaren met een geheel op wit papier bedrukt omslag. Het boek is niet herdrukt.